# Bora-hansgrohe/Saison 2022
Diese Liste beschreibt die Mannschaft und die Erfolge des Radsportteams Bora-hansgrohe in der Saison 2022.

## Mannschaft
| Teamkader 2022                                 | Teamkader 2022     | Teamkader 2022         | Teamkader 2022                             |
| Name                                           | Geburtsdatum       | Land                   | Vorheriges Team                            |
| ---------------------------------------------- | ------------------ | ---------------------- | ------------------------------------------ |
| Giovanni Aleotti                               | 25. Mai 1999       | Italien                | Cycling Team Friuli ASD (2020)             |
| Shane Archbold                                 | 2. Februar 1989    | Neuseeland             | Deceuninck-Quick Step (2021)               |
| Cesare Benedetti                               | 3. August 1987     | Polen                  | UC Bergamasca 1902-De Nardi-Colpack (2009) |
| Sam Bennett                                    | 16. Oktober 1990   | Irland                 | Deceuninck-Quick Step (2021)               |
| Emanuel Buchmann                               | 18. November 1992  | Deutschland            | Rad-net Rose (2014)                        |
| Matteo Fabbro                                  | 10. April 1995     | Italien                | Katusha-Alpecin (2019)                     |
| Patrick Gamper                                 | 18. Februar 1997   | Österreich             | Kometa (2019)                              |
| Felix Großschartner                            | 23. Dezember 1993  | Österreich             | CCC Sprandi Polkowice (2017)               |
| Marco Haller                                   | 1. April 1991      | Österreich             | Bahrain Victorious (2021)                  |
| Sergio Higuita                                 | 1. August 1997     | Kolumbien              | EF Education-Nippo (2021)                  |
| Jai Hindley                                    | 5. Mai 1996        | Australien             | Team DSM (2021)                            |
| Lennard Kämna                                  | 9. September 1996  | Deutschland            | Team Sunweb (2019)                         |
| Wilco Kelderman                                | 25. März 1991      | Niederlande            | Team Sunweb (2020)                         |
| Jonas Koch                                     | 25. Juni 1993      | Deutschland            | Intermarché-Wanty-Gobert Matériaux (2021)  |
| Patrick Konrad                                 | 13. Oktober 1991   | Österreich             | Gourmetfein Simplon Wels (2014)            |
| Martin Laas                                    | 15. September 1993 | Estland                | Illuminate (2019)                          |
| Luis-Joe Lührs                                 | 20. Januar 2003    | Deutschland            | Team Auto Eder (2021)                      |
| Jordi Meeus                                    | 1. Juli 1998       | Belgien                | SEG Racing Academy (2020)                  |
| Ryan Mullen                                    | 7. August 1994     | Irland                 | Trek-Segafredo (2021)                      |
| Anton Palzer                                   | 11. März 1993      | Deutschland            |                                            |
| Nils Politt                                    | 6. März 1994       | Deutschland            | Israel Start-Up Nation (2020)              |
| Lukas Pöstlberger                              | 10. Januar 1992    | Österreich             | Tirol Cycling Team (2015)                  |
| Maximilian Schachmann                          | 9. Januar 1994     | Deutschland            | Quick-Step Floors (2018)                   |
| Ide Schelling                                  | 6. Februar 1998    | Niederlande            | SEG Racing Academy (2019)                  |
| Cian Uijtdebroeks                              | 28. Februar 2003   | Belgien                | Team Auto Eder (2021)                      |
| Danny van Poppel                               | 26. Juli 1993      | Niederlande            | Intermarché-Wanty-Gobert Matériaux (2021)  |
| Alexander Wlassow                              | 23. April 1996     | Russland               | Astana-Premier Tech (2021)                 |
| Matthew Walls                                  | 20. April 1998     | Vereinigtes Königreich | Trinity Racing (2020)                      |
| Frederik Wandahl                               | 9. Mai 2001        | Dänemark               | ColoQuick (2020)                           |
| Ben Zwiehoff                                   | 22. Februar 1994   | Deutschland            |                                            |
| Florian Lipowitz (1. Aug.–31. Dez., Stagiaire) | 21. September 2000 | Deutschland            | Tirol KTM Cycling Team (2022)              |
|                                                |                    |                        |                                            |
| Quelle: ProCyclingStats                        |                    |                        |                                            |

## Siege
| Siege    | Siege                                                                   | Siege                  | Siege  | Siege               | Siege |
| Datum    | Rennen                                                                  | Staat                  | Klasse | Sieger              |       |
| -------- | ----------------------------------------------------------------------- | ---------------------- | ------ | ------------------- | ----- |
| 4. Feb.  | Valencia-Rundfahrt, 3. Etappe                                           | Spanien                | 2.Pro  | Alexander Wlassow   |       |
| 6. Feb.  | Valencia-Rundfahrt, Gesamtwertung                                       | Spanien                | 2.Pro  | Alexander Wlassow   |       |
| 13. Feb. | Kolumbianische Meisterschaften, Straßenrennen der Männer                | Kolumbien              | CN     | Sergio Higuita      |       |
| 20. Feb. | Algarve-Rundfahrt, 5. Etappe                                            | Portugal               | 2.Pro  | Sergio Higuita      |       |
| 20. Feb. | Andalusien-Rundfahrt, 5. Etappe                                         | Spanien                | 2.Pro  | Lennard Kämna       |       |
| 27. Mär. | Katalonien-Rundfahrt, Gesamtwertung                                     | Spanien                | 2.UWT  | Sergio Higuita      |       |
| 20. Apr. | Tour of the Alps, 3. Etappe                                             | Italien                | 2.Pro  | Lennard Kämna       |       |
| 30. Apr. | Tour de Romandie, 4. Etappe                                             | Schweiz                | 2.UWT  | Sergio Higuita      |       |
| 1. Mai   | Tour de Romandie, 5. Etappe                                             | Schweiz                | 2.UWT  | Alexander Wlassow   |       |
| 1. Mai   | Tour de Romandie, Gesamtwertung                                         | Schweiz                | 2.UWT  | Alexander Wlassow   |       |
| 1. Mai   | Eschborn–Frankfurt                                                      | Deutschland            | 1.UWT  | Sam Bennett         |       |
| 10. Mai  | Giro d’Italia, 4. Etappe                                                | Italien                | 2.UWT  | Lennard Kämna       |       |
| 15. Mai  | Giro d’Italia, 9. Etappe                                                | Italien                | 2.UWT  | Jai Hindley         |       |
| 22. Mai  | Rund um Köln                                                            | Deutschland            | 1.1    | Nils Politt         |       |
| 27. Mai  | Tour of Norway, 4. Etappe                                               | Norwegen               | 2.Pro  | Marco Haller        |       |
| 29. Mai  | Giro d’Italia, Gesamtwertung                                            | Italien                | 2.UWT  | Jai Hindley         |       |
| 16. Jun. | Tour de Suisse, 5. Etappe                                               | Schweiz                | 2.UWT  | Alexander Wlassow   |       |
| 23. Jun. | Österreichische Straßen-Radmeisterschaften, Einzelzeitfahren der Männer | Österreich             | CN     | Felix Großschartner |       |
| 24. Jun. | Deutsche Straßen-Radmeisterschaften, Einzelzeitfahren der Männer        | Deutschland            | CN     | Lennard Kämna       |       |
| 26. Jun. | Deutsche Straßen-Radmeisterschaften, Straßenrennen der Männer           | Deutschland            | CN     | Nils Politt         |       |
| 26. Jun. | Österreichische Meisterschaften, Straßenrennen der Männer               | Österreich             | CN     | Felix Großschartner |       |
| 4. Jul.  | Sibiu Cycling Tour, 2. Etappe                                           | Rumänien               | 2.1    | Giovanni Aleotti    |       |
| 5. Jul.  | Sibiu Cycling Tour, 3. A Etappe                                         | Rumänien               | 2.1    | Giovanni Aleotti    |       |
| 5. Jul.  | Sibiu Cycling Tour, Gesamtwertung                                       | Rumänien               | 2.1    | Giovanni Aleotti    |       |
| 1. Aug.  | Polen-Rundfahrt, 3. Etappe                                              | Polen                  | 2.UWT  | Sergio Higuita      |       |
| 20. Aug. | Vuelta a España, 2. Etappe                                              | Niederlande            | 2.UWT  | Sam Bennett         |       |
| 21. Aug. | Vuelta a España, 3. Etappe                                              | Niederlande            | 2.UWT  | Sam Bennett         |       |
| 21. Aug. | BEMER Cyclassics                                                        | Deutschland            | 1.UWT  | Marco Haller        |       |
| 8. Sep.  | Tour of Britain, 5. Etappe                                              | Vereinigtes Königreich | 2.Pro  | Jordi Meeus         |       |
| 17. Sep. | Primus Classic                                                          | Belgien                | 1.Pro  | Jordi Meeus         |       |